# Cerro Grande do Sul
Cerro Grande do Sul es un municipio brasileño situado en el estado de Rio Grande do Sul. Tiene una población estimada, en 2021, de 12 579 habitantes.
Está ubicado a una latitud 30º35' Sur y una longitud 51º45' Oeste, a una altitud de 60 metros sobre el nivel del mar.
Ocupa una superficie de 324.91 km².